# Girawaliobservatoriet
Girawaliobservatoriet är ett astronomiskt observatorium i distriktet Pune och delstaten Maharashtra, i  sydvästra Indien. Det drivs av Inter-University Centre for Astronomy and Astrophysics. Observatoriet är beläget ungefär 80 kilometer från Pune, i närheten av Junnar, på toppen av en kulle som ingår i ett skyddat skogsreservat, 1005 meter över havet.
Observationstiderna delas ut för perioden oktober – maj varje år, med möjligheter för forskare att söka fyramånadersperioder.

## Uppförandet av observatoriet
Inter-University Centre for Astronomy and Astrophysics (IUCAA) såg behov av ett optiskt teleskop och ansökte om statliga medel. Dessa beviljades av UCG (University Grants Commission). Kontraktet att bygga själva teleskopet gick sedan till ett brittiskt företag, Telescope Technologies Ltd, i Liverpool.
Teleskopet installerade och kalibererades så att det stod färdigt den 14 februari 2006. Invigning skedde den 13 maj 2006, med invigningstal av den indiske professorn och fysikern Yash Pal. Efter avslutande tester öppnades observatoriet i november 2006.

## Utrustning
Observatoriet har ett optiskt spegelteleskop med 2 meters diameter och brännvidden f/3. Sekundärspegeln har 62 centimers diamter och brännvidd f/10. Teleskopet har en direkt strålgång och fyra av Cassegrain-typ.
Observatoriet är också utrustat med en spektrograf som är ansluten till teleskopets huvudingång av Cassegrain-typ. Det kallas IFOSC vilket är en förkortning av ”IUCAA Faint Object Spectrograph and Camera”. Förutom fotometri på våglängderna för ultraviolett, blått, lila, rött och infrarött täcker IFOSCen hela våglängdsfältet 190-3700 nanometer. 
En kamera med kapacitet för 1340x1340 pixlar är monterad på en av sidoingångarna, en Princeton Instruments CCD (PI-CCD).

## Forskningsområden och upptäckter
IUCAA bedriver ett flertal forskningsprojekt vid observatoriet och har ett nära samarbete med Southern African Large Telescope (SALT) I Sydafrika, som är utrustat med ett 10-meters teleskop. Bland forskningsområdena för IUCAA vid Girawaliobservatoriet kan nämnas: Galaktisk och extragalaktisk astronomi, gravitationsvågor, högenergi-astrofysik,.
Med goda observationsförhållanden som tillåter drygt 200 observationsnätter per år har observatoriet efter de första tio åren bidragit till ett stort antal upptäckter, till exempel en grundlig observationsserie av dubbelstjärnan ASAS J083241+2332.4, med den anmärkningsvärt låga massan 0,06 solmassor. Se under ”Vidare läsning” för fler exempel.

## Amatörastronomer
I Pune finns amatörastronomföreningen Jyotirvidya Parisanstha, mest känd under sin förkortning JVP.  Föreningen är den äldsta amatörastronomiföreningen i Indien och bildades redan 1944.